# Германия на «Евровидении-1957»
Германия приняла второй раз участие на конкурсе на «Евровидении 1957» в качестве страны-хозяйки, 3 марта 1957 года. На конкурсе её представляла Марго Хильшер с песней Telefon, Telefon, выступившая седьмой. В этом году страна заняла четвёртое место, получив 8 баллов. Немецкая песня содержала слова из нескольких языков. Кроме немецкого, в композиции присутствовал также французский, английский, итальянский и испанский.
Комментатором конкурса от Германии в этом году стал Вольф Миттлер. Глашатаем от страны выступил Йоахим Фуксбергер. Марго выступила в сопровождении оркестра под руководством Вилли Беркинга.
Германия стала первой страной, которая в выступлении использовала реквизит — Марго разговаривала по телефону во время исполнения песни.

## Национальный отбор[6]
Финал национального отбора состоялся 17 февраля 1957 года в Большом вещательном зале HR в Франкфурте. Ведущим мероприятия стал Hans-Joachim Kulenkampff.
|   | Исполнитель   | Песня                         | Место | Баллы |
| - | ------------- | ----------------------------- | ----- | ----- |
| 1 | Ренее Франке  | Ich brauche dein Herz         | 2     | 18    |
| 2 | Илло Шидер    | Was machen die Mädchen in Rio | 4     | 9     |
| 3 | Пол Кун       | Das Klavier über mir          | 3     | 17    |
| 4 | Марго Хильшер | Telefon, Telefon              | 1     | 36    |

## Страны, отдавшие баллы Германии
Жюри каждой страны из десяти человек распределяло 10 баллов между понравившимися песнями
| Отдали Германии… | Отдали Германии… |
| 6 баллов         | 1 балл           |
| ---------------- | ---------------- |
| Франция          | Бельгия Италия   |

## Страны, получившие баллы от Германии
| 6 баллов | Франция              |
| 2 балла  | Бельгия              |
| 1 балл   | Нидерланды Швейцария |